# Pauls Valley
Pauls Valley é uma cidade localizada no estado norte-americano de Oklahoma, no Condado de Garvin.

## Demografia
Segundo o censo norte-americano de 2000, a sua população era de 6256 habitantes.
Em 2006, foi estimada uma população de 6186, um decréscimo de 70 (-1.1%).

## Geografia
De acordo com o United States Census Bureau tem uma área de
21,9 km², dos quais 21,6 km² cobertos por terra e 0,3 km² cobertos por água. Pauls Valley localiza-se a aproximadamente 275 m acima do nível do mar.

## Localidades na vizinhança
O diagrama seguinte representa as localidades num raio de 24 km ao redor de Pauls Valley.